# Bernhard Boll (Verleger, 1946)
Bernhard Boll (IV) (* 7. Dezember 1946 in Solingen) ist ein deutscher Zeitungsverleger.
Bernhard Boll leitet in vierter Familiengeneration und als vierter Träger des Namens den Verlag B. Boll, der die auflagenstärksten Zeitungen der Städte Solingen und Remscheid, das Solinger Tageblatt (seit 1867) und den Remscheider General-Anzeiger (seit 2012), herausgibt. Sein Vater war der Verleger Bernhard Boll (III), der 1968 einem Verbrechen zum Opfer fiel. Seit 2008 ist sein Sohn Michael Mit-Geschäftsführer des Verlages.
Boll studierte Rechtswissenschaft an der Universität zu Köln und trat 1973 als geschäftsführender Gesellschafter in das Familienunternehmen ein; seit 1975 ist er Verleger und Herausgeber. Seit 1989 ist er zudem Geschäftsführer der Betriebsgesellschaft für Radio RSG (Lokalfunk für Remscheid und Solingen). Von 1990 bis 2002 war er Vorsitzender des Zeitungsverlegerverbandes Nordrhein-Westfalen und ist Mitglied des Erweiterten Präsidiums des Bundesverbandes Deutscher Zeitungsverleger sowie des Aufsichtsrats der Zeitungs Marketing Gesellschaft mbH & Co. KG.
Boll war Kuratoriumsmitglied der Heinz-Kühn-Stiftung und ist Ehrenbürger der Bergischen Universität Wuppertal.